# Tepe Yahya
Tepe Yahya est un site archéologique situé dans la province du Kerman, en Iran. Il a été fouillé à la fin des années 1960 par une équipe allemande dirigée par C. Lamberg-Karlovsky. Ses niveaux archéologiques vont de l'âge du cuivre (chalcolithique) à l'Âge du bronze ancien.
Ce site est situé dans la vallée de la rivière Kish-e Shûr, dans la région de Djiroft. Les découvertes récentes effectuées dans celle-ci ont révélé l'existence de la civilisation de Jiroft, à laquelle Tepe Yahya peut désormais être rattaché.
Les premiers niveaux de Tepe Yahya remontent au VIe millénaire av. J.-C. (Tepe Yahya VI). Un niveau plus ancien, baptisé Tepe Yahya VII, a été identifié dans des nombreux petits sites prospectés dans la région de Tepe Yahya.
Les niveaux les plus anciens du site, VI et V ont livré divers bâtiments, de la céramique, non peinte puis peinte, ainsi que des métaux (surtout du cuivre) pour la fin de la période.
Le niveau IV, divisé en trois sous-périodes (A, B et C), est le plus important, car il est contemporain des niveaux fouillés actuellement à Konar Sandal, le site principal de la civilisation de Jiroft. On y a retrouvé des ateliers de fabrications des vases en chlorite caractéristiques de la production artisanale de cette région, qui sont diffusés à une très grande échelle. Un bâtiment administratif a aussi livré des sceaux-cylindres ainsi que des tablettes en proto-élamite.
Abandonnée à la fin de la période IV C, Tepe Yahya est réoccupé peu après, et redevient un centre de production de vases en chlorite. Habité de manière semble-t-il épisodique, le site est finalement abandonné dans le courant de la seconde moitié du IIIe millénaire av. J.-C..